# Имид гептасеры
Имид гептасеры — неорганическое соединение,
имид серы
с формулой S7NH,
кристаллы,
не растворяется в воде.

## Получение
- Медленное добавление дихлорида дисеры к охлаждённому раствору аммиака в диметилформамиде:

{\displaystyle {\mathsf {36S_{2}Cl_{2}+98NH_{3}\ {\xrightarrow {-5^{o}C}}\ 6S_{7}NH+72NH_{4}Cl+5S_{4}N_{4}+10S}}}

## Физические свойства
Имид гептасеры образует кристаллы
ромбической сингонии, пространственная группа P nma, параметры ячейки a = 0,7842 нм, b = 1,3115 нм, c = 0,76219 нм, Z = 4
.
Не растворяется в воде.
Растворяется в органических растворителях.

## Химические свойства
- Соединение является слабой кислотой, образует соли, например S7NNa [2].